# Ahmed Hassan (pilote)
Pour les articles homonymes, voir Ahmed Hassan et Hassan.
 (mars 2011).
 (octobre 2014).
Ahmed Mohamed Hassan  (né le 1er avril 1953 à Mogadiscio, en Somalie) est un ancien militaire somalien, lieutenant-colonel et pilote de chasse dans l'armée somalienne. En 1975, il a été proclamé « meilleur pilote d'avion de chasse » lors de la fête nationale somalienne[réf. souhaitée].

## Biographie
Ahmed Hassan est né dans une famille assez modeste dans les années 1950. Durant ses études, il prend conscience qu'il était, avec ses dix frères et sœurs, un lourd fardeau pour une famille modeste.

### Pilote de chasse
Malgré différentes offres plus intéressantes financièrement, Ahmed Hassan préfère s'engager dans l'armée nationale somalienne pour alléger le fardeau que représente pour son père l'éducation de ses onze enfants. C'est alors qu'il décide de rejoindre l'armée de l'air et de devenir pilote de chasse.
Il épouse par la suite une infirmière.
Il passe aisément tous les examens, théoriques et psychologiques, gardant son sang froid dans les situations les plus dures. Il fait alors partie de l'élite des pilotes d'avion de chasse, en Somalie. Il pilote un MiG-19 durant la guerre contre l'ennemi éternel de la Somalie, l'Éthiopie.

### Acte héroïque

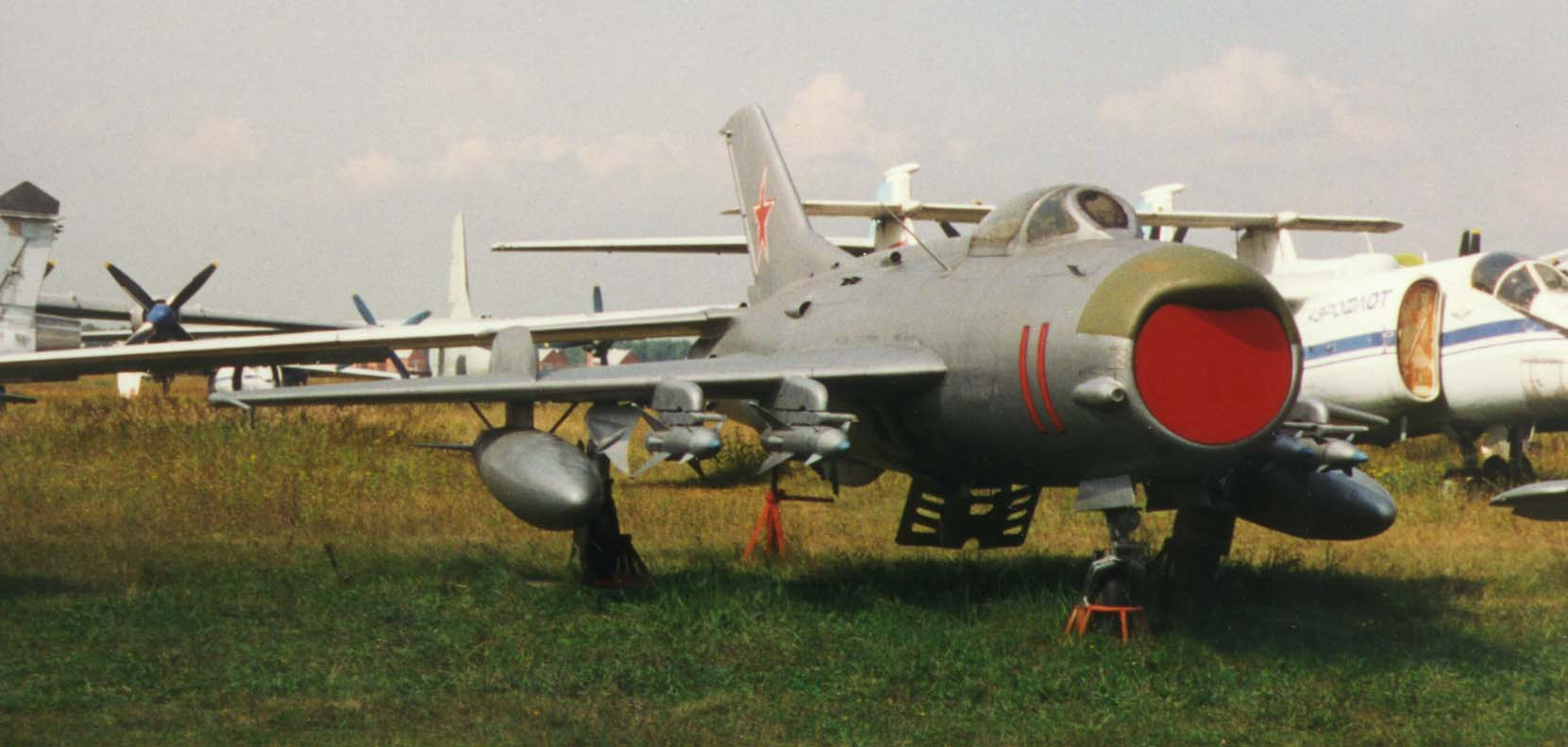
Un MiG-19.

Durant cette guerre, le lieutenant-colonel Ahmed Mohamed Hassan, jeune pilote, reçoit, en 1988, l'ordre de bombarder une région de Somalie, celle d'Hargeisa, deuxième plus grande ville de Somalie, située à 200 km au sud-est de Djibouti, dans laquelle, se trouveraient, d'après les renseignements des services secrets, des ennemis du gouvernement somalien. Ces renseignements étaient faux, et cette région était habitée par des civils innocents. Ahmed Hassan réfléchit longtemps pour savoir s'il s'agissait d'une cause juste et s'il devait obéir à cet ordre.
Ayant chargé le MiG-19, le jeune pilote décolle. Dans sa route vers sa mission, Ahmed Hassan décide que ce serait moralement injuste et prend donc une autre direction.
Sachant que quiconque refusait les ordres du gouvernement serait exécuté sur le champ, le courageux lieutenant-colonel Ahmed Hassan lâche ses bombes dans la bouche de la mer Rouge. Mettant sa vie en danger, il décide de sauver les civils de Hargeisa. N'ayant plus assez de carburant, il réussit à atterrir miraculeusement sur une terre désertique. Il quitte son MiG-19 pour continuer à pied. Durant sa marche il rencontre beaucoup de difficultés, mais parvient enfin à gagner Djibouti. 
Ahmed Hassan a survécu aux menaces du gouvernement somalien et a rejoint l'Europe, qui l'a accueilli à bras ouverts avec sa famille. Le lieutenant-colonel Ahmed Mohamed Hassan est désormais considéré comme un héros par beaucoup de Somaliens. Il est le premier Somalien refusant d'obéir aux ordres de son gouvernement pour une cause juste. 
Ahmed Mohammed Hassan s'est installé en 1990 en Europe.